# 凯尔·雷耶斯
凯尔·雷耶斯（英語：Kyle Reyes，1993年10月10日—），加拿大男子柔道运动员，2022年英联邦运动会男子100公斤级银牌得主、2022年世界柔道锦标赛男子100公斤级银牌得主。